# Buco nero supermassiccio

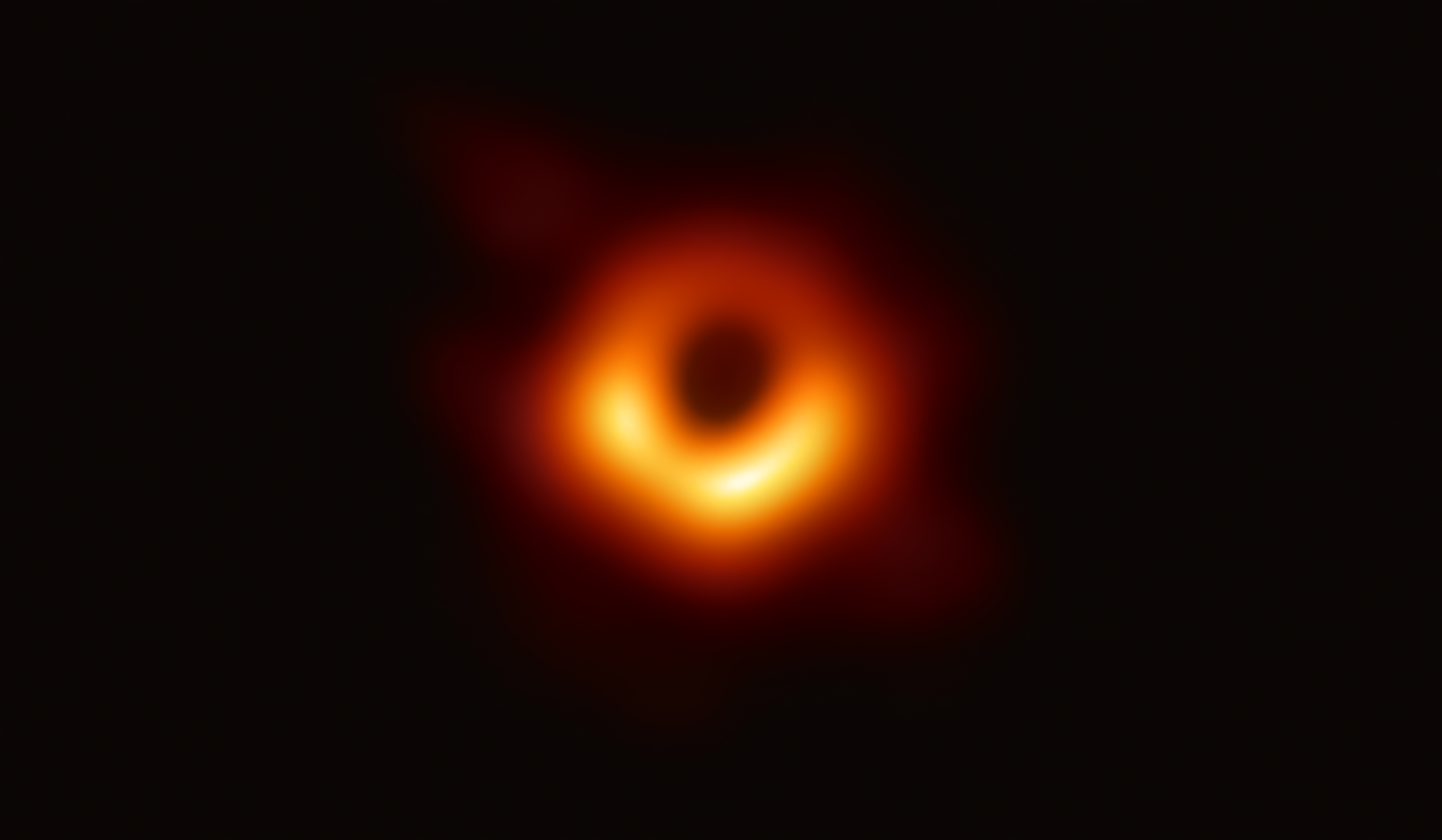
Il buco nero supermassiccio nel nucleo della galassia ellittica Messier 87 nella costellazione della Vergine.
Si tratta della prima immagine diretta di un buco nero, realizzata dal progetto internazionale Event Horizon Telescope, pubblicata il 10 aprile 2019.

Un buco nero supermassiccio, o supermassivo, è il più grande tipo di buco nero, con una massa milioni o miliardi di volte superiore a quella del Sole. Si ritiene che quasi tutte le galassie, inclusa la nostra Via Lattea, contengano un buco nero supermassiccio al loro centro.

## Caratteristiche
I buchi neri supermassicci hanno alcune interessanti proprietà che li distinguono dai loro simili di minori dimensioni:
- La densità media, intesa come il rapporto fra massa del buco nero e volume racchiuso entro l'orizzonte degli eventi di un buco nero supermassiccio, può essere uguale (per buchi neri di 1,36×108 masse solari) o anche inferiore a quella dell'acqua (per buchi neri di massa maggiore di 1,36×108 masse solari).[6] Infatti, tenendo conto che il raggio di Schwarzschild di un corpo celeste aumenta linearmente con la sua massa, e che il volume di un oggetto sferico, come un buco nero non rotante, è proporzionale al cubo del suo raggio, si deduce che la densità di un buco nero è inversamente proporzionale al quadrato della sua massa poiché cala progressivamente all'aumentare delle sue dimensioni. In definitiva, i buchi neri supermassicci hanno densità più basse di quelli più piccoli.
- Le forze di marea, molto intense presso i buchi neri minori, sono assai deboli in prossimità di quelli supermassicci. Poiché la singolarità gravitazionale è così lontana dall'orizzonte degli eventi, un ipotetico astronauta che viaggiasse verso il centro del buco nero non sperimenterebbe forze di marea significative, prima d'inoltrarsi ampiamente dentro esso.

## Formazione

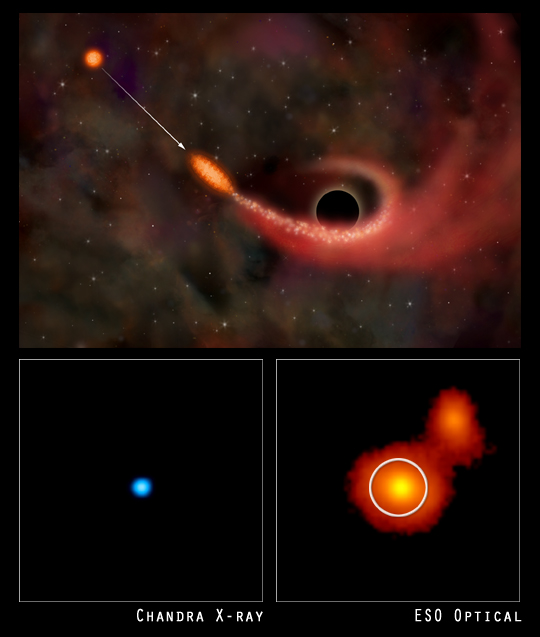
In alto: rappresentazione artistica di un buco nero supermassiccio che assorbe materia da una stella vicina. In basso: immagini che si pensa mostrino un buco nero supermassiccio che divora una stella nella galassia RXJ 1242-11. A sinistra: immagine ai raggi X. A destra: immagine ottica.

Sono stati ipotizzati vari modelli per spiegare la formazione di buchi neri di queste dimensioni. La prima e più ovvia è per accrescimento lento e graduale di materia a partire da un buco nero di grandezza stellare.
Un secondo modello considera una grande nube di gas che collassa in una stella relativistica di dimensioni pari a centinaia di masse solari o anche più. Questa stella risulterebbe presto instabile alle perturbazioni radiali a causa della produzione di coppie elettrone-positrone nel suo nucleo e potrebbe quindi collassare in un buco nero senza esplodere in una supernova, che altrimenti emetterebbe gran parte della massa rendendole così impossibile lasciare come residuo un buco nero supermassiccio.
Un altro modello considera un denso ammasso stellare che va incontro a collasso perché la capacità termica negativa del sistema porta la dispersione delle velocità verso valori relativistici. Un'ulteriore ipotesi è l'evoluzione di un buco nero primordiale prodottosi a causa della pressione esterna nei primi istanti dopo il Big Bang.
Le difficoltà della formazione di un buco nero supermassiccio risiedono nell'enorme quantità di materia, dotata di un basso momento angolare, che deve venire condensata in un volume ristretto. Normalmente il processo di accrezione coinvolge la cessione verso l'esterno di una quantità di momento angolare e questo sembra essere un fattore limitante alla formazione buco nero con la tendenza a favorire invece la formazione del disco di accrescimento.
In base alle conoscenze attuali, sembra esserci una lacuna nella distribuzione statistica delle masse dei buchi neri. Si conoscono, infatti, buchi neri generati dal collasso di una stella che hanno masse fino a 33 volte quella solare; mentre il valore minimo per un buco supermassiccio è dell'ordine delle centinaia di migliaia di masse solari: pertanto sembra che ci sia una carenza di buchi neri di massa intermedia. Questa lacuna sembra suggerire un processo di formazione differente, sebbene alcuni autori ritengano che le sorgenti ultraluminose a raggi X (o ULX,  Ultraluminous X-ray source) potrebbero corrispondere a questi oggetti di massa intermedia.

## Diffusione
Si pensa che molte galassie, se non tutte, ospitino un buco nero supermassiccio nel loro centro. Le misure doppler della velocità della materia, sia stellare sia gassosa, presente al centro delle galassie vicine hanno rivelato moti di rotazione molto veloci, possibili solo con una grande concentrazione di materia al centro. Al momento, l'unico oggetto conosciuto che può concentrare abbastanza materia in uno spazio così piccolo è un buco nero. Nelle galassie attive più lontane si sospetta che la larghezza delle linee spettrali sia correlata con la massa del buco nero centrale.
Una spettacolare evidenza riguardante la presenza di uno di questi buchi neri di massa estremamente grande al centro della nostra galassia è stata recentemente ottenuta seguendo direttamente l'orbita ellittica di una stella, dal cui periodo si può misurare la massa del buco nero con ottima precisione.

Questi buchi neri supermassicci posti al centro di molte galassie sono sospettati di essere il "motore" di galassie attive come le galassie di Seyfert e i quasar. Tuttavia questi buchi neri possono svolgere un ruolo rilevante nella dinamica dei sistemi galattici anche in molti altri casi, come mostra la recente scoperta della correlazione tra la massa del buco nero centrale e la dispersione di velocità delle stelle nel bulge di numerose galassie a spirale. 

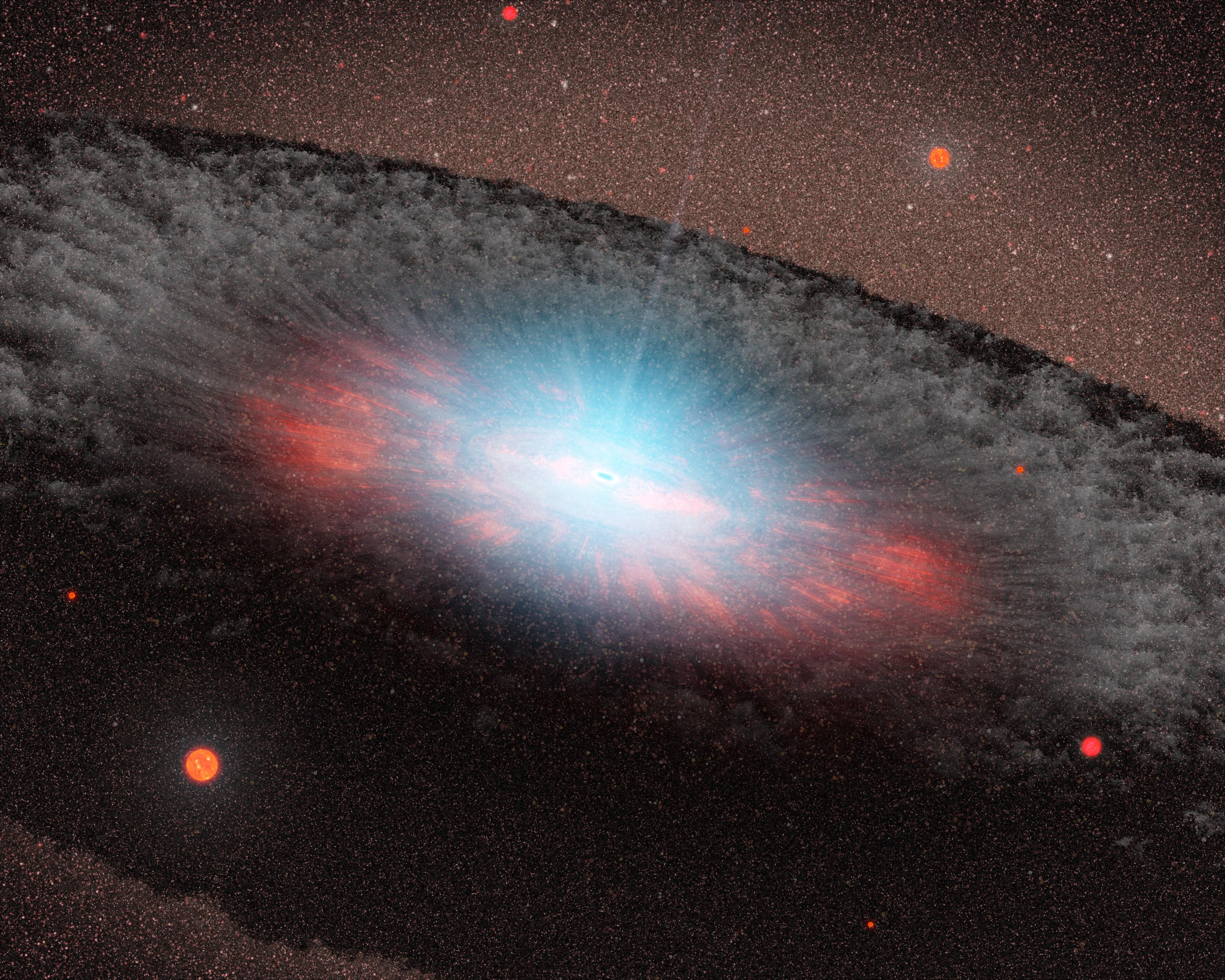
Visione artistica di un buco nero supermassiccio al centro di una galassia.

## Nella Via Lattea

Orbite desunte di sei stelle attorno all'ipotizzato buco nero supermassiccio in direzione di Sagittarius A*, al centro della Via Lattea.

Gli astronomi ritengono che anche la Via Lattea contenga al suo centro un buco nero supermassiccio, in direzione della radiosorgente Sagittarius A*, a 26.000 anni luce dal sistema solare in quanto:
- La stella S2 segue un'orbita ellittica con un periodo di 15,56 ± 0,35 anni alla distanza media di 134,6 UA (17 ore-luce).[13]
- Dal moto di S2 la massa dell'oggetto viene stimata in 4,1 milioni di masse solari.[14]
- Il raggio dell'oggetto centrale deve ovviamente essere inferiore a 17 ore luce, altrimenti S2 entrerebbe in collisione o verrebbe lacerata dalle forze di marea. Misure recenti[15] indicano che il raggio dell'oggetto non sia superiore a 6,25 ore luce, cioè all'incirca il raggio dell'orbita di Urano.
- Solo un buco nero ha la densità sufficiente per stivare 4,1 milioni di masse solari in un volume così piccolo. L'Istituto Max Planck di fisica extraterrestre[16] e l'UCLA Galactic Center Group[17] hanno fornito la più forte evidenza che Sagittarius A* sia la sede di un buco nero supermassiccio,[12] basandosi sui dati dell'ESO[18] e dei telescopi Keck.[19] La massa calcolata risulta appunto di 4,1 milioni di masse solari,[20] pari a circa 8,2 × 1036 kg.

## Fuori dalla nostra galassia
È ormai ritenuto molto probabile che al centro della maggior parte delle galassie si trovi un buco nero supermassiccio. La stretta correlazione tra la massa del buco nero e la dispersione delle velocità nel bulbo galattico, nota come relazione M-sigma, suggerisce che la formazione della galassia e del buco nero al suo centro siano tra loro collegate; anche se una spiegazione dettagliata della correlazione tra i due eventi non è ancora stata fornita. Si ritiene che il buco nero e la sua galassia ospitante si siano sviluppati assieme nel periodo compreso tra 300 e 800 milioni di anni dopo il Big Bang, passando attraverso la fase di quasar e le sue caratteristiche correlate, sebbene i modelli proposti differiscano sul fatto che sia stato il buco nero a innescare la formazione della galassia o viceversa; ma anche una formazione sequenziale dei due oggetti non è esclusa. La natura ancora sconosciuta della materia oscura è una variabile cruciale in tutti questi modelli.
La vicina Galassia di Andromeda, sita a 2,5 milioni di anni luce da noi, ospita nel suo centro un buco nero avente una massa compresa tra 1,1 × 108 e 2,3 × 108 masse solari, ben superiore a quella del buco nero centrale della Via Lattea. Il maggior buco nero supermassiccio nelle nostre vicinanze sembra essere quello di M87, distante 53,5 milioni di anni luce, la cui massa è stimata in (6,4 ± 0,5) × 109 masse solari.
Pare che alcune galassie, come la galassia 0402+379, abbiano al centro due buchi neri che interagiscono tra loro in modo da formare un sistema binario, che si ritiene sia il risultato della fusione di due galassie. In caso di collisione essi potrebbero dar luogo a forti onde gravitazionali. Il sistema binario in OJ 287 contiene uno tra i buchi neri più massicci conosciuti, con una massa stimata in 19 miliardi di masse solari.
Un buco nero supermassiccio è stato recentemente scoperto nella galassia nana Henize 2-10, che è priva della prominenza centrale. Le precise implicazioni di questa scoperta sulla formazione dei buchi neri non sono ancora del tutto chiare, ma potrebbero indicare che essi si formino prima del bulbo.
Il 28 marzo 2011 è stata osservata per la prima volta la lacerazione di una stella di dimensioni medie da parte di un supposto buco nero; o almeno questa è l'interpretazione più accreditata dell'improvvisa emissione di raggi X rilevata.